# Ю (коммуна)
Ю (швед. Hjo kommun) — коммуна в Швеции в лене Вестра-Гёталанд. Расположена на западном берегу озера Веттерн. Административный центр — Ю.
Коммуна была создана в 1971 году. Её площадь — 472 км², население — 12 295 жителей (2013). По территории коммуны проходит шоссе № 195.
Территория коммуны издавна имеет развитую промышленную инфраструктуру. Административный центр коммуны, кроме того, является значительным центром торговли.

## Наиболее крупные населённые пункты
- Бликсторп
- Корсберг
- Ю